# 姆利尼 (奧夫魯奇區)
51°8′21″N 28°39′35″E / 51.13917°N 28.65972°E
姆利尼（烏克蘭語：Млини），是烏克蘭北部的村莊，隸屬日托米爾州的科羅斯滕區。該村面積1.13平方公里，海拔高度165米，2001年人口53，人口密度每平方公里47.03人。